# Bruce Barth
Bruce Barth   (Pasadena, 7 de setembre de 1958) és un pianista de jazz. Va començar a tocar el piano als cinc anys. Des d'aleshores, la seva carrera inclou treballs importants tant en grup com solos. Amb el seu trio ha acompanyat Stanley Turrentine durant una dècada i amb el Terence Blanchard Quintet va gravar sis CDs.
Ha tocat amb músics com Tony Bennett, Steve Wilson, Terell Stafford, Luciana Souza, James Moody, Phil Woods, Freddie Hubbard, Tom Harrell, Branford Marsalis, Wynton Marsalis, Art Farmer, Victor Lewis, John Patitucci, Lewis Nash, i la Mingus Big Band, i va tocar el piano a la pel·lícula d'Spike Lee Malcom X.
Al llarg de la seva carrera, ha gravat per a diversos segells discogràfics, com Enja, Fresh Sound i MAXJAZZ.

## Discografia
- In Focus, Enja, 1993.
- Morning Call, Enja, 1994.
- Four for Time, Criss Cross Jazz, 1995
- Don't Blame Me, Double-Time, 1997.
- Live, Double-Time, 1998.
- Hope Springs Eternal (Live), Double-Time, 1998.
- Somehow It's True, Double-Time, 2000.
- Where Eagles Fly, Fresh Sound, 2000.
- East and West, MAXJAZZ, 2001.
- Live at the Village Vanguard, MAXJAZZ, 2003.
- American Landscape, Satchmo Jazz Records, 2012.
- Live at Cafe del Teatre - Lleida Jazz Festival, Quadrant, 2007
- This Side of Strayhorn, MAXJAZZ, 2011.